# Via Pignolo
Via Pignolo o borgo Pignolo, è una strada residenziale di Bergamo che collega la parte bassa della città da via Borgo Palazzo, fino alla parte terminale di viale Vittorio Emanuele II, in prossimità delle mura, ed è tra le vie medioevali più importanti e rinascimentali della città.

## Storia
L'antica via era posta sulla direttrice che delle valli Seriana e Brembana portava alla città alta; collegava le vecchie plaghe Pelabrocco e del Cornasello, attraverso via Osmano, all'altura di Sant'Agostino. Si chiamava Mugazone già dal XIV secolo, ed era zona prativa e boschiva di conifere, da questo il toponimo e il simbolo della pigna, indicato dal 1391. La via era sicuramente ricca di mura e di torri, di cui l'unica segnalata è quella di Arnoldi di fronte alla chiesa alessandrina, forse risalente già al periodo dei comuni del XIII secolo. Ebbe la sua grande trasformazione agli inizi XVI secolo, quando la città subì la grande variazione urbanistica per la costruzione delle mura venete. Per la costruzione delle mura venete la relazione del capitano Veniero de 5 novembre 1561 indica la demolizione di 57 abitazioni in via Pelabrocco e altre in sant'Agostino. Con le abitazioni furono distrutti anche gli orti e i vigneti.
Risulta che la famiglia Roncalli aveva una abitazione in questa località, e che aveva anche una cappella nella chiesa di Sant'Agostino. I Roncalli si divisero nei Bragini e nei Negro Roncalli. Successivamente arrivarono altre famiglie a questa vicine per motivi commerciali.
Probabilmente vi erano poche abitazioni sul territorio fino al XVI secolo di proprietà di alcune famiglie come i Rivola, o i Vertova, i Della Sale e gli Olmo, che però non abitavano frequentemente ma che occupavano saltuariamente. Certo che era poco abitata se una pergamena del 1272 del Consorzio vicinale di Sant'Alessandro della Croce, indica la presenza di 61 confratelli.
La via fu oggetto di invasione e occupazione da parte dei Visconti che volevano tornare signori di Bergamo, e che volevano scacciare i veneziani, ma Bartolomeo Colleoni con i suoi 300 fanti riuscì ad allontanare gli invasori il 19 novembre 1437. L'evento è raffigurato nel castello di Malpaga, a opera del Romanino.
L'importante cambiamento politico della città e del suo territorio con la venuta dei veneziani nel 1428, in una città svuotata con palazzi distrutti e fatiscenti a causa delle numerose guerre, portò numerose famiglie di commercianti e artigiani a fuggire dalle valli bergamasche e a fare scendere a Bergamo, dove Venezia concedeva alcune agevolazioni a chi avesse costruito nuovi palazzi o ristrutturava quelli decadenti. Molti scesero dalla valle Imagna come le famiglie dei Roncalli, Petrobelli, Mazzoleni, Grassi Locatelli, Zabelli Rota, e altri ancora. Era sicuramente una società diversa, la nobiltà era in declino, e i nuovi ricchi non erano i nobili ma il nuovo ceto sociale composto da commercianti. Molti  artigiani e commercianti si trasferirono a Venezia dove si arricchirono.
La città per proteggersi dai continui attacchi e dalle invasioni francesi e spagnole, decise la costruzione di mura che proteggessero i palazzi sede del potere e residenza di tante famiglie dell'antica nobiltà. L'edificazione delle mura comportò la demolizione di tutte quelle abitazioni di patrizi, di commercianti e artigiani che vi risiedevano e gestivano le proprie attività, trovandosi d'improvviso sfrattati ma con un ricco patrimonio a disposizione, proprio a questi nobili e ricchi commercianti, che erano ormai la nuova forza economica cittadina, si deve la costruzione dei palazzi che dall'inizio del XVI secolo hanno reso unica e importante via Pignolo. Questa ubicazione offriva anche una situazione migliore rispetto alla città alta ormai troppo satura, diventando una soluzione intermedia, tra la vita cittadina e quella della campagna.
Con i palazzi edificati nel Cinquecento la via divenne tra le più rinomate della città orobica, tanto che continuarono le costruzioni di palazzi anche sei Seicento e nel Settecento.

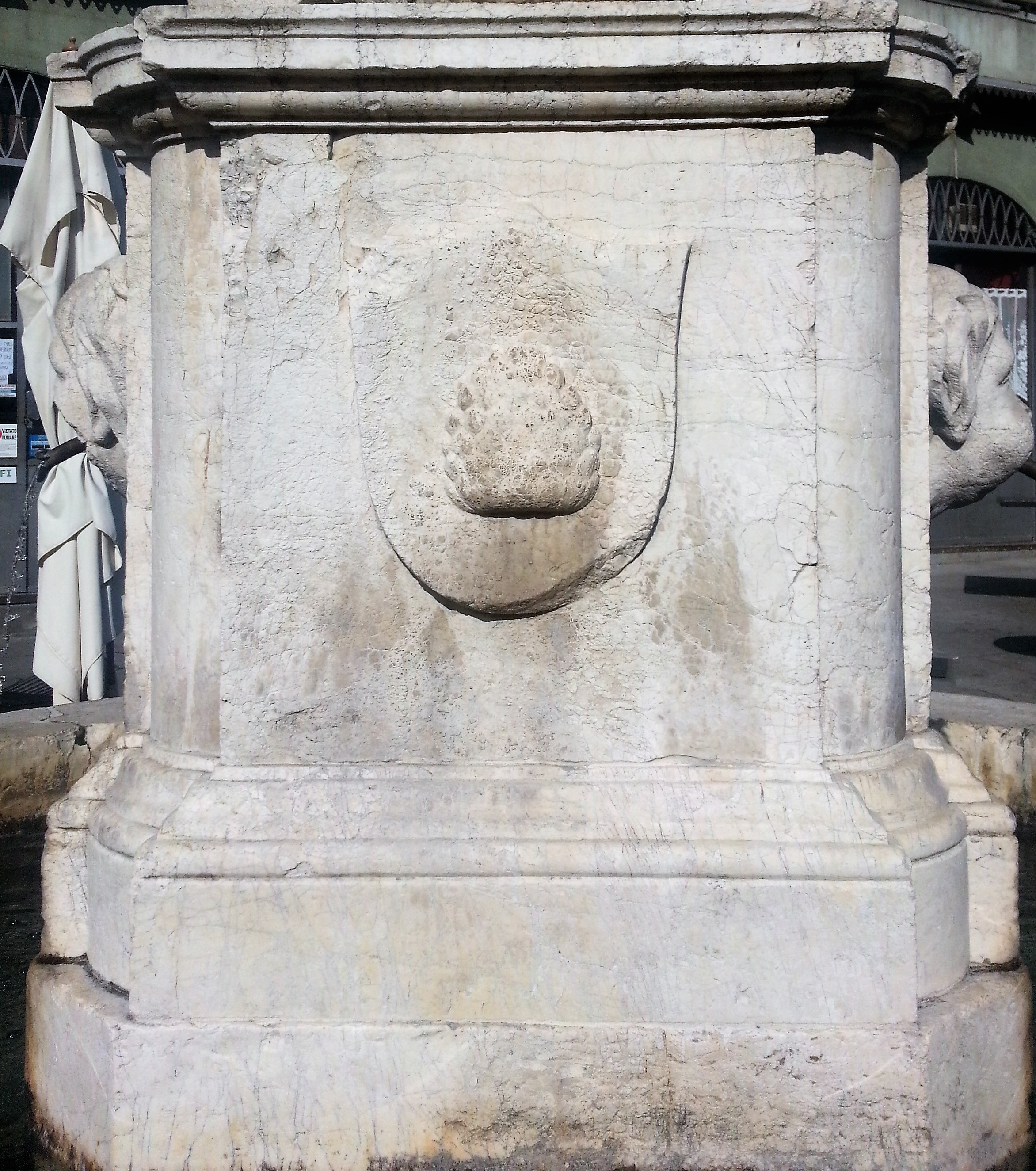
Stemma della pigna sulla fontana del Delfino

I palazzi vennero principalmente costruiti sul lato a sud, era infatti più facile realizzare i giardini sul lato verso la pianura trovandosi a un livello inferiore dal piano terra. Quando la plaga fu ormai satura di palazzi, le famiglie signorili, proprio per il prestigio che dava abitare nella via, iniziarono l'edificazione anche sul lato a nord.
Piccole botteghe di artigiani e commercianti sono presenti lungo il percorso viabile.
L'approvvigionamento d'acqua veniva da un'antica fonte detta fons de Piniolo, vi era inoltre un'ulteriore fontana che risulta inaugurata già nel 1200, mentre quella del Delfino fu inaugurata il 9 agosto 1572.

## Monumenti
L'antica strada aveva inizio con porta Sant'Antonio andata perduta, ed è la classica via che introduce e conduce il visitatore alle due parti della città: quella bassa e quella alta, con la presenza di palazzi rinascimentali edificati nei primi decenni del Cinquecento da quelle importanti e ricche famiglie di commercianti che commissionarono i ritratti a Lorenzo Lotto conservati nei migliori musei europei, e ben tre pale d'altare dell'artista ospitate nelle più importanti chiese. Sono proprio gli anni in cui l'artista abitava la città orobica, tra il 1513 e il 1526, corrispondenti a quelli che furono i più importanti per la formazione e lo sviluppo della via.
Lungo la strada vi sono molti monumenti di interesse storico artistico.
Le chiese:
- Chiesa di Santo Spirito posizionata sulla piazza all'incrocio con via Tasso, chiesa già presente nel XIV secolo ma che venne ampliata grazie al contributo della famiglia di commercianti e dai Tasso;
- Chiesa di San Bernardino all'angolo con la trasversale di via Giuseppe Verdi;
- Chiesa di Sant'Alessandro della Croce all'incrocio con le via di Monteortigara e via Masone, un tempo antiche strade mediovali. Tra queste due chiese si sviluppò la vita della via con la costruzione dei più importanti palazzi aulici della città[12].
- Oratorio di San Lupo
- Chiesa di San Pietro
- Chiesa di Santa Maria Elisabetta posta in prossimità

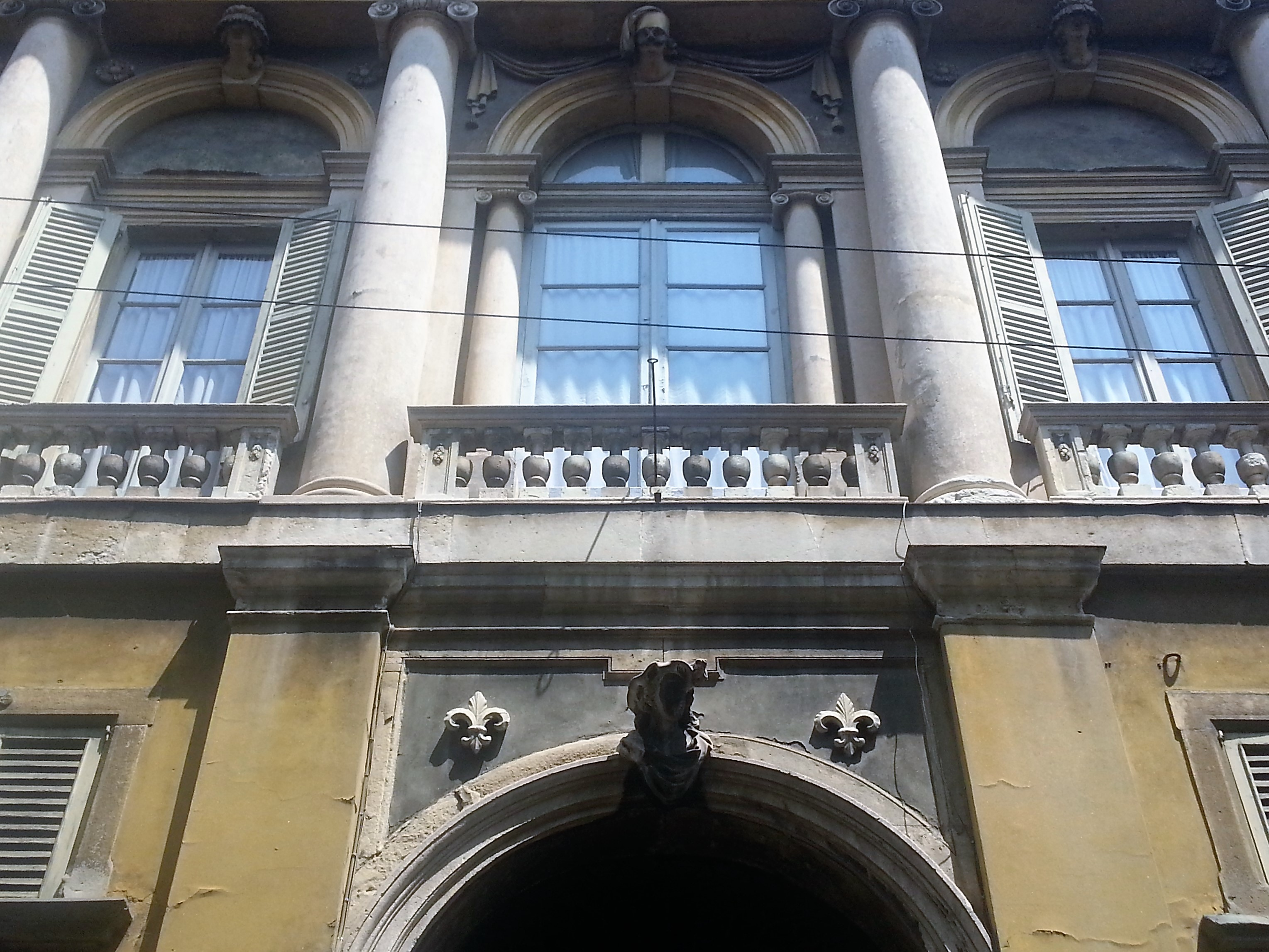
Palazzo Bonomi ex Pezzoli

Numerosi sono i palazzi che si trovano sul tratto che corre da via Giuseppe Verdi alla chiesa di sant'Alessandro, chiamata via Pignolo alta, o borgo Pignolo. I palazzi posti su entrambi i lati rispettando entrambi la medesima tipologia architettonica dando alla via un aspetto austero sul lato che si presenta sulla strada, ma presentando sull'altro lato una serie di giardini e di porticati di rara raffinatezza.
- Palazzo Carrara Berizzi Quarenghi posto al civico 53[13].
- Palazzo Suardi, posto al civico 63-65, del XVI secolo[14],
- Palazzo Bonomi ex Pezzoli, posto al civico 67, del XIX secolo, il solo in stile neoclassico,[8]
- Palazzo Daina de Valsecchi, posto al civico 69 e che ricorda il Palazzo dei Diamanti di Ferrara[15],
- Palazzo Bonomi già Casotti Albani posto al civico 70, del XVI secolo il più antico[16].
- Palazzo De Beni, posto al civico 72-74, del XVI secolo[17], al civico 72 abitava Paolo Casotti[18], mercante di lana originario della contrada medioevale di Mazzoleni oggi in Sant'Omobono Terme, Valle Imagna, il quale faceva lavorare la materia prima arrivata dalle Puglie e dalla Spagna tramite il porto di Genova, per poi venderla in ogni parte d'Italia. È ritenuto uno dei più ricchi bergamaschi del periodo.
- Casa già Baldini (palazzo Alessandri) posto al civico 82, del XVI secolo, nel XIX secolo sede del museo del conte Paolo Vimercati Sozzi.
- Palazzo Monzini posto al civico 84, del XVI secolo[19],
- Palazzo Agliardi posto al civico 86, del XVIII secolo[20],
- Palazzo Lupi posto al civico 98, del XVI secolo[21],
- Palazzo Bassi Rathgeb ex Casotti, posto al civico 76, sede del Museo Adriano Bernareggi[22];
- Palazzo Tasso, ospitò il dodicenne Torquato, posto al civico numero 80; nel XIX secolo fu dimora del conte Paolo Vimercati Sozzi e sede della sua "Collezione".
- Fontana del Delfino che riporta la pigna simbolo della via[23],